# Hexommulocymus kolosvaryi
Hexommulocymus kolosvaryi là một loài nhện trong họ Thomisidae. Chúng được Lodovico di Caporiacco miêu tả năm 1955, thường xuất hiện ở Venezuela.